# Emory McClintock

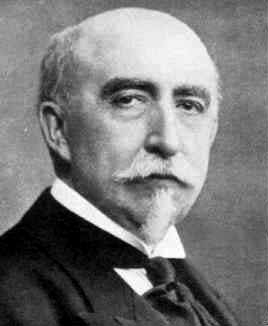
Emory McClintock

John Emory McClintock (* 19. September 1840 in Carlisle (Pennsylvania); † 10. Juli 1916 in Bay Head (New Jersey)) war ein US-amerikanischer Mathematiker und Versicherungsmakler.

## Leben
Emory McClintock studierte am Dickinson College, ab 1856 an der Yale University und ab 1857 am Columbia College mit dem Bachelor-Abschluss 1859. Danach war er Mathematik-Tutor am Columbia College, bevor er 1860 zum Studium der Chemie nach Göttingen ging. Der Ausbruch des Sezessionskriegs veranlasste ihn zurückzukehren und sich freiwillig zur Unions-Armee zu melden. Eine Erkrankung ließ ihn wieder aus der Armee ausscheiden und er war 1863 bis 1866 US-Konsul in Großbritannien. Ab 1867 war er Versicherungsmakler bei der Asbury Life Insurance Company in New York, ab 1871 bei der Northwestern Mutual Life Insurance Company of Milwaukee und ab 1889 bei der Mutual Life Insurance Company  in New York, wo er 1906 Vizepräsident wurde und 1911 in den Ruhestand ging. Auch danach war er beratend in der Versicherungsbranche tätig.
McClintock war lange Zeit der führende Versicherungsmathematiker in den USA. Neben Arbeiten über Versicherungsfragen veröffentlichte er auch rein mathematische Arbeiten.
1890 bis 1894 war er Präsident der American Mathematical Society und 1895 bis 1897 der Actuarial Society of America. 1892 wurde er in die American Academy of Arts and Sciences gewählt.
Als Hobby befasste er sich mit amerikanischer Geschichte. Er war Ehrendoktor der University of Wisconsin (1884), der Yale University (1892) und des Columbia College (1895).